# Błasiakówka
Błasiakówka (ok. 750 m) – szczyt w głównym grzbiecie wschodniej części Beskidu Małego, zwanej Beskidem Andrychowskim lub Górami Zasolskimi. Znajduje się w tym grzbiecie pomiędzy Beskidem (759 m) i Przełęczą Kocierską. Ma dwa wierzchołki, wierzchołek północno-wschodni jest zwornikiem, na północ odbiega od niego grzbiet Góry Cygańskiej. Stoki północne opadają do doliny źródłowego cieku potoku Wielka Puszcza, południowe tworzą między dwoma potokami grzbiet opadający do doliny Kocierzanki. Grzbietem tym z Kocierza Rychwałdzkiego biegnie przez Przełęcz Kocierską droga do Andrychowa, tuż po wschodniej stronie omijająca niepozorny wierzchołek Błasiakówki.
Na północnych stokach Błasiakówki i w siodle Przełęczy Kocierskiej znajduje się duży ośrodek wypoczynkowy „Kocierz”. Jeszcze przed II wojną światową Żydzi z Andrychowa wybudowali tutaj dom wczasowy. Po wojnie zamieniony został na schronisko górskie wadowickiego oddziału Polskiego Towarzystwa Tatrzańskiego. W latach 60. XX wieku schronisko to i okoliczny teren wykupiła kopalnia węgla „Miechowice” z Bytomia. Schronisko rozebrano, wybudowano natomiast potężny ośrodek wypoczynkowy o wysokim standardzie. W latach 70. kręcono w nim jeden z odcinków serialu „Dyrektorzy”. Obecnie ośrodek jest własnością spółki cywilnej, która oferuje w nim całą gamę usług. W ośrodku jest restauracja i regionalna karczma, hotel SPA, basen, boisko sportowe, park linowy, korty tenisowe, a w zimie działa wyciąg narciarski.
Błasiakówkę porasta las, ale na jej grzbiecie opadającym do doliny Kocierzanki znajdują się polany i osiedla miejscowości Kocierz Rychwałdzki. Grzbietem Błasiakówki przebiega granica między tą wsią (powiat żywiecki) a wsią Porąbka w powiecie bielskim (obydwie w województwie śląskim).
Szlaki turystyczne
 Mały Szlak Beskidzki na odcinku: Żarnówka Mała – Żar – Kiczora – Przełęcz Isepnicka – Cisownik – Cisowe Grapy – Przysłop Cisowy – Kocierz – Przełęcz Szeroka – Beskid – Błasiakówka – Przełęcz Kocierska. Czas przejścia: 4:05 h, ↓ 3:30 h
 odcinek: Porąbka – Stojaczyska – Bukowski Groń – Trzonka – Przełęcz Bukowska – Mała Bukowa – Wielka Bukowa – Przełęcz Cygańska – Góra Cygańska – Kocierz Rychwałdzki